# Edzell
Edzell (Aigle in lingua scots) è una località della Scozia, situata nell'area di consiglio dell'Angus.

## Monumenti e luoghi d'interesse

### Architetture militari
- Castello di Edzell (XVI secolo)[1][2]